# سمية عبد اللطيف
سمية عبد اللطيف ممثلة سودانية، ولدت في مدينة أم درمان  ودرست في مدرسة الكنيسة الأسقفية في أم درمان.

## أعمالها الفنية
- سكة خطر
- قطر الهم
- مراجيح
- نمر من ورق
- مسرحية عنبر المجنونات
- مسرحية بخيتة دوت كوم
- مسرحية البيت القديم[5][6]

## اقرأ أيضا
جمال حسن سعيد